# Bolortsetseg Minjin
Bolortsetseg „Bolor“ Minjin ist eine mongolische Paläontologin aus Ulaanbaatar, die sich für die Rückführung von illegal ausgeführten Fossilien einsetzt. Sie ist Gründerin des Institute for the Study of Mongolian Dinosaurs, Preisträgerin des Women of Discovery Awards, National Geographic-Entdeckerin und TEDx-Sprecherin. 

## Leben und Ausbildung
Bolortsetseg wuchs in Ulaanbaatar auf. Sie ist die Tochter des mongolischen Paläontologen Minjin Chuluun, der sie inspirierte das Fach zu studieren. Sie erlangte zunächst ihren Bachelor in Geologie an der Mongolian University of Science and Technology, da keine mongolische Universität Paläontologie als Studienfach anbot. Danach studierte sie im Master Invertebrate Paleontology mit ihrem Vater als Betreuer.
Ihre Doktorwürde erreichte Bolortsetseg an der City University of New York; ihre Dissertation befasst sich mit der ausgestorbenen Säugetiergruppe der Multituberculata, insbesondere Exemplaren aus der Mongolei aus der Kreidezeit. Ihre Postdoc-Forschung am Museum of the Rockies konzentriert sich auf die Paläo-Biologie der Psittacosaurier.

## Forschung und Fossilien-Rückführung
Bolortsetseg leitete mehrere Expeditionen des Museum of the Rockies und entdeckte und erforschte zahlreiche, 145 bis 65 Millionen Jahre alte Dinosaurier- und Säugetier-Fossilien in der Wüste Gobi.
Seit ihrem Umzug in die USA bemüht sich Bolortsetseg, die mongolische Paläontologie voranzubringen, da sehr viele gut erhaltene Dinosaurierfossilien aus der Mongolei stammen, aber nur wenige ihrer Landsleute in die entsprechende Forschung gehen. Um mehr mongolische Forscher zu ermutigen, gründete sie 2007 das Institute for the Study of Mongolian Dinosaurs.
Mongolische Fossilien fallen häufig internationalen Schwarzmarkt-Händlern zum Opfer. Es ist zwar inzwischen verboten, Fossilien aus dem Land zu entfernen, doch die Durchsetzung dieser Gesetze ist schwierig. Bolortsetseg hat sich um die Rückführung zahlreicher Dinosaurierfossilien aus den USA in die Mongolei verdient gemacht, wo sie Forschern des Landes zur Verfügung gestellt werden.

## Auszeichnungen
Für ihren Aktivismus gegen die illegale Ausfuhr von Fossilien aus der Mongolei verlieh ihr die mongolische Regierung den „AltanGadas“-Orden, die höchste staatliche Auszeichnung. Darüber hinaus erhielt sie den „Earth Award“ von Wings WorldQuest, wurde im Jahr 2010 zum „National Geographic Emerging Explorer“ ernannt und bekam den „Raymond M. Alf award for Excellence in Paleontological Research and Education“.